# Amt Menden (Rheinland)
Das Amt Menden (Rhld.) (bis 1927 Bürgermeisterei Menden) ist ein ehemaliges Amt in Nordrhein-Westfalen. Es bestand aus den Gemeinden Buisdorf, Hangelar, Holzlar, Meindorf, Menden (Rheinland) (bis 1935 bestehend aus den Gemeinden Nieder- und Obermenden), Niederpleis und Siegburg-Mülldorf. Aufgelöst wurde es 1969 im Zuge der kommunalen Neugliederung des Raumes Bonn, Rechtsnachfolger wurde die Gemeinde Sankt Augustin. Die Amtsverwaltung saß zuletzt in der Gemeinde Siegburg-Mülldorf.

## Geschichte

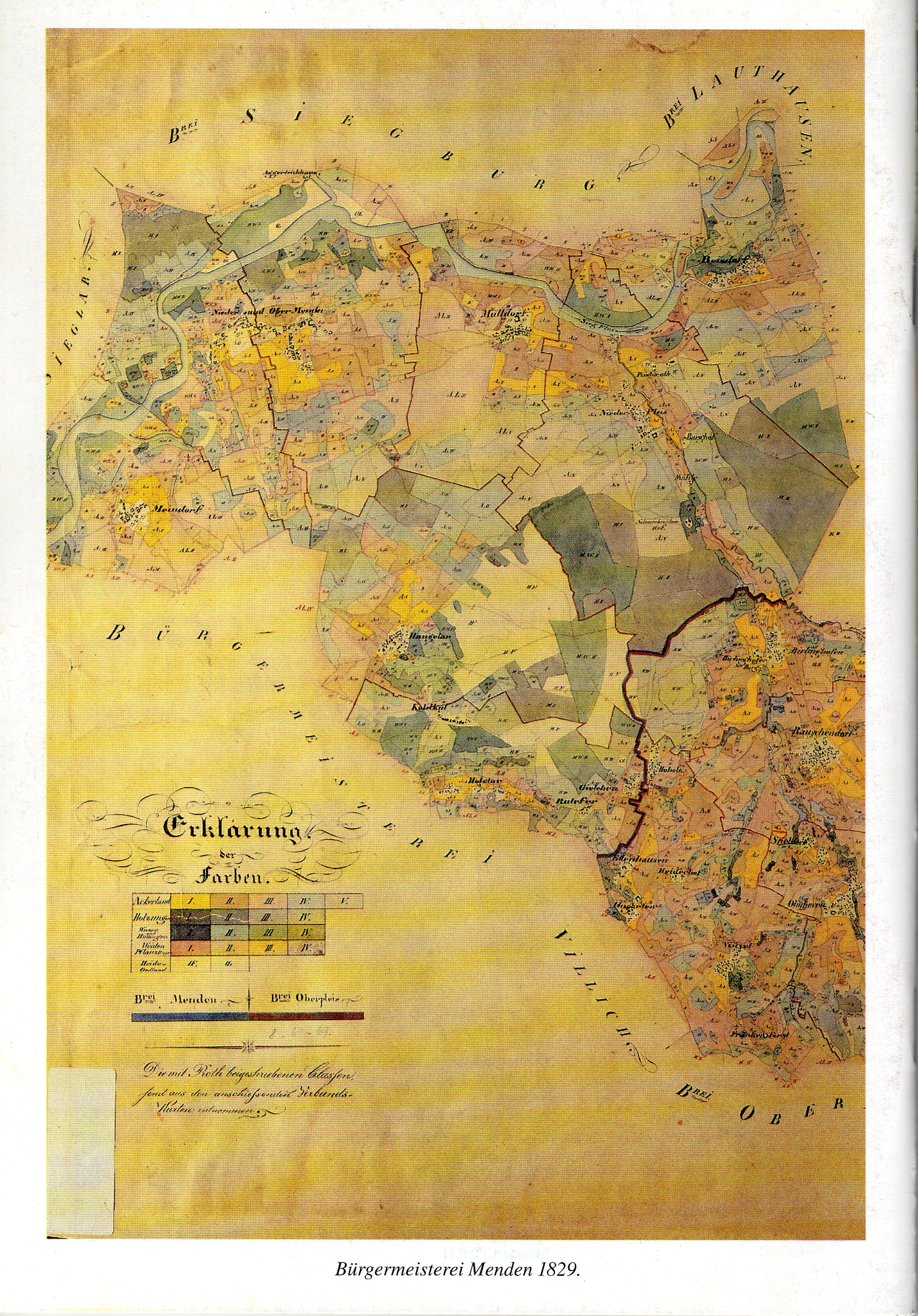
Bürgermeisterei Menden 1829

Die späteren Gemeinden der Bürgermeisterei Menden gehörten zuvor zum Amt Blankenberg, welches zum Herzogtum Berg gehörte. 1806 geriet das Gebiet in französische Herrschaft.
Nachdem 1815 auf dem Wiener Kongress das Rheinland dem Staate Preußen zugesprochen wurde, entstand die Bürgermeisterei Menden aus der Mairie Menden. Ab 1816 gehörte sie zum Kreis Siegburg.
Nach dem Ersten Weltkrieg wurde die Bürgermeisterei von alliierten Soldaten besetzt. Diese blieben bis zum 29. Januar 1926.
Die Bürgermeisterei wurde 1927 in „Amt Menden“ umbenannt. Die Gemeinden Niedermenden und Obermenden wurden 1935 zur Gemeinde Menden (Rheinland) zusammengelegt.
In den 1930er- und den 1950er-Jahren gab es bereits erfolglose Versuche, die sieben Gemeinden des Amtes Menden zu einer Gemeinde zusammenzulegen.
Dadurch, dass das nahegelegene Bonn 1949 Bundeshauptstadt wurde, erfuhr das Amt Menden einen enormen Bevölkerungszuwachs: 1950 hatte es etwas mehr als 15.000 Einwohner, 1963 über 26.000. Bei seiner Auflösung 1969 hatte das Amt ca. 37.000 Einwohner.
Im Zuge der kommunalen Neugliederung des Raumes Bonn wurden 1969 alle Gemeinden des Amtes Menden außer Holzlar mit der bis dahin zur Gemeinde Stieldorf gehörigen Ortschaft Birlinghoven zur Großgemeinde Sankt Augustin zusammengelegt. Die Gemeinde Menden musste dabei Friedrich-Wilhelms-Hütte an Troisdorf abgeben. Holzlar, das sich als einzige Gemeinde gegen die Zusammenlegung aussprach, wurde zur Stadt Bonn eingemeindet.

### Bürgermeister von 1810 bis 1969 (ab 1927 Amtsbürgermeister)
- 1810–1819 Heinrich Joseph Kügelgen
- 1819–1820 Franz Wilhelm Baron von Hocherbach
- 1820–1834 Heinrich Willems
- 1834–1855 Amselm Junkersfeld
- 1855–1867 Peter Lichtenberg
- 1867–1903 Ludwig Heuser
- 1903–1930 Eberhard von Claer
- 1931–1933 Julius Recktenwald
- 1933–1937 Peter Josef Söntgen
- 1937–1938 dicht nacheinander:
  - Beigeordneter Franken
  - Regierungsreferendar Rump
  - Regierungsreferendar Freiherr von Stackelberg
  - Regierungsreferendar Müller-Heidelberg
- 1939–1945 Kurt Englaender
- 1945–1946 Josef Gardner (von der amerikanischen Militärregierung bestellt)
- 1946–1959 Christian Behr (Zentrum)
- 1959–1961 Robert Müller (SPD)
- 1961–1964 Reinold Hagen (CDU)
- 1964–1969 Karl Gatzweiler (CDU) (bis 1989 Bürgermeister von Sankt Augustin)

## Wappen

Ehem. Wappen des Amtes Menden

Das Wappen des Amtes Menden zeigt im Schildhaupt einen schreitenden, roten Bergischen Löwen als Zeichen für die ehemalige Zugehörigkeit zum Herzogtum Berg. Im unteren Teil zeigt es ein 16-fach silbern und blau geschachtes Feld als Wappenmotiv der Herren von Menden.
Im Wesentlichen ist das Amtswappen das heutige Wappen der Stadt Sankt Augustin, da die Stadt ihr Wappen vom Amte Menden übernahm. Allerdings waren im Amtswappen die Krallen des roten Bergischen Löwen versehentlich nicht blau eingefärbt. Erst 1979 – zehn Jahre nach Auflösung des Amtes – wurde dieser Fehler im Stadtwappen behoben.
Erst 1920 war es den Landgemeinden im Freistaate Preußen gestattet, ein Wappen zu führen. Der Landrat des Siegkreises richtete 1934 eine Anfrage an alle Gemeinden des Kreisgebietes, ob die Einführung eines Wappens vorgesehen sei. Daraufhin beauftragte das Amt Menden den Düsseldorfer Heraldiker Schwarzkopf mit der Anfertigung von Wappenentwürfen. Aus den Entwürfen suchte sich die Amtsverwaltung ein Wappen aus; am 4. Januar 1936 wurde dem Amt offiziell das Recht zum Führen des Wappens verliehen.
Nach dem Zweiten Weltkrieg schrieb die britische Militärregierung den Gemeinden vor, statt der eigenen Wappen das Wappen des Rheinlandes im Dienstsiegel zu führen. 1948 genehmigte die Militärregierung dem Amt Menden wieder die Führung des eigenen Wappens.